# النجيفة (حبيل جبر)

تعديل مصدري - تعديل

النجيفة هي إحدى قرى قبيلة الذيباني وهي محاده لقبيلة بني بكر وقبيلة الجهوري وهي قبيلة انضمت لحلف قبلي قديم إسمه الاجعود ويلقبون بالذئاب الحمر وشيخ هذه القبيلة اسمه مانع بن ناصر بن راجح بن قاسم بن حسين الذيباني
وهذي القبيلة ترجع في أصولها إلى حمير وتعتبر من عزلة حبيل جبر بمديرية حبيل جبر التابعة لمحافظة لحج، بلغ تعداد سكانها 578 نسمة حسب تعداد اليمن لعام 2004.